# Kostel svatého Jiljí (Praha)
Kostel svatého Jiljí je gotický kostel románského původu při klášteře dominikánů na Starém Městě pražském. Komplex kláštera s kostelem zasahuje do ulic Zlatá, Husova a Jilská, a Jalovcová.

## Historie

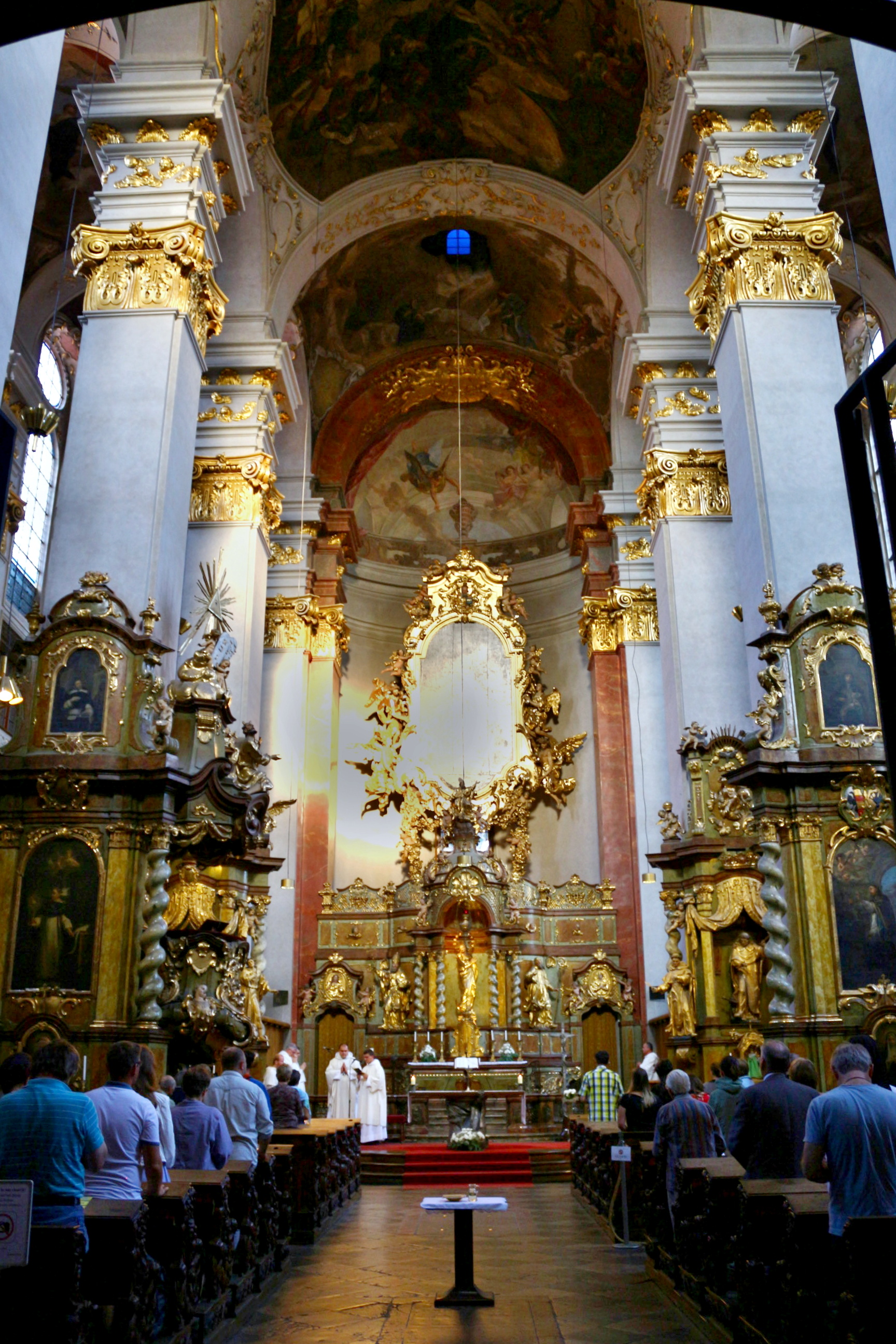
Interiér kostela

### Původní kostel
Roku 1238 založil pražský biskup Jan II. z Dražic kolegiátní kapitulu při starším románském kostelíku. Z roku 1238 pak pochází první písemná zmínka o románském kostele v souvislosti s řádem německých rytířů, kteří se usadili vedle kostelíka. Podle V. V. Tomka rektor kostela roku 1293 odkázal 10 hřiven stříbra na stavbu chóru. Později byl kostel několikrát stavebně upravován. Hřbitov jej obklopoval až do zrušení v 16. století.

### Gotická přestavba
Současná gotická obdélníková podoba trojlodního kostela (původně bez samostatného presbytáře) se dvěma věžemi na západní pochází přestavbu kostela, kterou v roce 1339 inicioval pražský biskup Jan IV. z Dražic (1250(51)–1343). Ve stavební činnosti pokračoval také jeho nástupce, první pražský arcibiskup Arnošt z Pardubic (1297–1364). Znaky obou primasů se nacházejí na průčelí vstupu do chrámu: erb se třemi listy vinné révy patří Janovi IV. z Dražic, erb s přední půlkou koňského těla pak Arnoštovi z Pardubic.
Kostel byl vysvěcen 4. května 1371 arcibiskupem Janem Očkem z Vlašimi za přítomnosti krále Karla IV., jeho manželky Alžběty Pomořanské a syna Václava IV.
Významným místním kazatelem byl od roku 1364 Jan Milíč z Kroměříže. Členem kapituly byl pravděpodobně i sv. Jan Nepomucký, který zde zřejmě působil v letech 1387–1388.

### Husitská doba
Během husitských nepokojů, roku 1420 místní kapitula zanikla a kostel se stal farním strany podobojí pod správou Jana z Příbramě.
28. června 1432 střechu kostela zachvátil silný požár po úderu blesku. Silnému čtyřhodinovém požáru podlehla celá střecha a dokonce byly roztaveny zvony. V pravé-jižní věži dnes opět visí tři zvony, které byly po požáru znovu ulity v roce 1437 pražským zvonařem Jeronýmem. Největší z nich „Jiljí” vážící asi 2800 kg, je nejstarší zvon v Praze. Zvon „Dominik” pochází ze 17. století a zvon „Maria” byl nově vyroben teprve roku 1831. Dnešní charakteristická silueta chrámu nese stopy rekonstrukce z patnáctého století, protože pouze pravá věž byla v roce 1826 opravena, kdy dostala střechu v podobě jehlanu, zatímco levá věž již nebyla dokončena.
7. května 1625 král Ferdinand II. předal kostel do užívání dominikánům, kteří zde v místech původního hřbitova a staré farní školy vystavěli rozsáhlý čtyřkřídlý klášter podle stavebních plánů italských architektů Carla Luraga a Giovanniho Domenica Orsiho.

## Interiér
Původně gotické síňové trojlodí o stejně vysokých lodích v barokní době upravil architekt František Maxmilián Kaňka: vytvořil mělký prostor kněžiště, lodi nově zaklenul českými plackami na čtveřici pilířů, a doplnil barokní dekorací se štuky. 
- Fresky s apoteózou dominikánského řádu, výjevy ze života jejich nejvýznamnějších členů sv. Dominika a sv. Tomáše Akvinského a patrona kostela sv. Jiljí provedl Václav Vavřinec Reiner v letech 1734–1735. Štukatury provedl v Čechách usazený Ital Bernardo Spinetti.

Oltáře
- 1. Hlavní oltář: obraz Ukřižovaný Kristus uctívaný dominikánskými světci, dílo Antonína Stevense z let 1660–1662. Na svatostánku jsou po stranách mladší sochy Immaculaty, sochy sv. Řehoře Velikého a sv. Pia V., nahoře je Apoteóza sv. Jiljí. Sochařská výzdoba včetně obrazového rámu je dílem Františka Ignáce Weisse z roku 1734.
- 2. Oltář sv. Václava: obraz objednal roku 1661 Vojtěch Hložek ze Štampachu v ateliéru Václava Vavřince Reinera, řezbářské práce dodal Matyáš Schönherr.
- 3. Oltář Panny Marie Růžencové (dříve sv. Dominika), obraz namaloval Emanuel Dítě, sochy vyřezal Matyáš Schönherr.
- 4. Oltář sv. Kříže má uprostřed gotický krucifix z počátku 15. století, sochy vytvořila dílna Františka I. Weisse roku 1740.
- 5. Oltář sv. Dominika, sochy jsou z dílny Františka I. Weisse z roku 1740. Ústřední socha byla doplněna v 19. století a nahradila sochu Panny Marie předávající růženec sv. Dominikovi.
- 6. Oltář sv. Tomáše Akvinského, titulní obraz je připisován Matěji Zimprechtovi[4], obraz Nejsvětější srdce Ježíšovo na predele namaloval Emanuel Dítě. Dvojice andílků po stranách obrazu sv. Alberta Velikého jsou dílem Jana Antonína Quitainera.
- 7. Oltář sv. Jana Nepomuckého, obraz světce bývá připisován Václavovi V. Reinerovi z roku 1661. Sošky v nástavci vytvořil Jan Antonín Quitainer, obraz sv. Ludmily je anonymní.
- 8. Oltář sv. Doroty (původně sv. Rozálie), titulní obraz i obraz sv. Růženy v nástavci jsou anonymní, sochy jsou od Matyáše Schönherra.
- 9. Oltář sv. Barbory, titulní obraz i obraz sv. Terezie v nástavci jsou anonymní, stejně jako menší obraz Panny Marie Pomocné před predelou, sochy vytvořil Matyáš Schönherr.
- 10. Oltář sv. Floriána, po stranách anonymního obrazu stojí sochy sv. Štěpána a sv. Vavřince. Sochy světců včetně Boha Otce s anděly v nástavci vytvořil Jan A. Quitainer v roce 1750-1751.
- 11. Oltář Bolestné Panny Marie, hlavní obraz Piety namaloval Jan Petr Molitor a obraz sv. Josefa s Ježíškem na predele Emanuel Dítě. Sochy sv. Máří Magdalény a sv. Jana Evangelisty včetně Vítězného Krista s anděly v nástavci vytvořil Jan A. Quitainer ve stejné době jako na oltáři předcházejícím.
- 12. Oltář sv. Vincence Fererrského, obraz namaloval Emanuel Dítě, na predele obraz sv. Zdislavy. Sochy evangelistů a andělů jsou dílem následovníka Ferdinanda M. Brokoffa z 50. let 18. století.
- 13. Oltář sv. Kateřiny Sienské, obraz je od Emanuela Dítěte z roku 1892. Sochařská výzdoba zahrnující sochy evangelistů Marka a Jana a andělů je dílem Ferdinanda Maxmiliána Brokoffa z doby kolem roku 1720.

Ostatní řezbářské práce
- Kazatelna je rokoková, na stříšce socha Mojžíše s deskami Desatera, na poprsni reliéfy se novozákonními výjevy, všechny řezby vytvořil František I. Weiss roku 1753.
- Varhanní skříň ozdobil sochami andílků a vázami František I. Weiss v roce 1736, doplněné sochami Panny Marie a Archanděla Gabriela ze Zvěstování na poprsni.
- Richard Jiří Prachner vyřezal na konci 50. let 18. století sochy andílků se symboly Hříchu, Vykoupení, Smrti a Spasení na čtyři zpovědnice.

#### Kaple
- Kaple Panny Marie Lurdské v grottě pod kruchtou vytvořená na konci 19. století.
- Kaple sv. Zdislavy pod kruchtou s mozaikou sv. Zdislavy s manželem kterou vytvořil roku 1989 Jaroslav Šerých, obraz sv. Hyacinta namalovala Anna Thořová.[5]

Významné hroby
- Malíř Václav Vavřinec Reiner byl pohřben roku 1743 před oltářem sv. Vincence, na podlaze se nachází snad jeho sešlapaný náhrobník s nečitelným nápisem.
- Kašpar Lukšan z Luftenštejna je pohřben pod kruchtou, znakový náhrobek ze sliveneckého mramoru má letopočet 1604.
- Náhrobník rodiny Hložků ze Žampachu s letopočtem 1661 je před oltářem sv. Václava.
- Náhrobník rodiny Novohradských z Kolovrat z 18. století je v podlaze před kněžištěm.
- Polní maršál Don Baltasar Marradas († po 1631) má znakový náhrobník s latinským nápisem v jižní kapli závěru
- Advokát Jan Mořic Mráček má klasicistní mramorový náhrobek s portrétní bustou a reliéfem Génia smrti od sochaře Ludwiga Schwanthalera, nachází se na pravé straně před oltářem Panny Marie Růžencové.

## Ve filmu
Na začátku 80. let 20. století v tomto kostele režisér Miloš Forman natočil některé scény svého filmu Amadeus.

## Galerie

Kostel od jihovýchodu
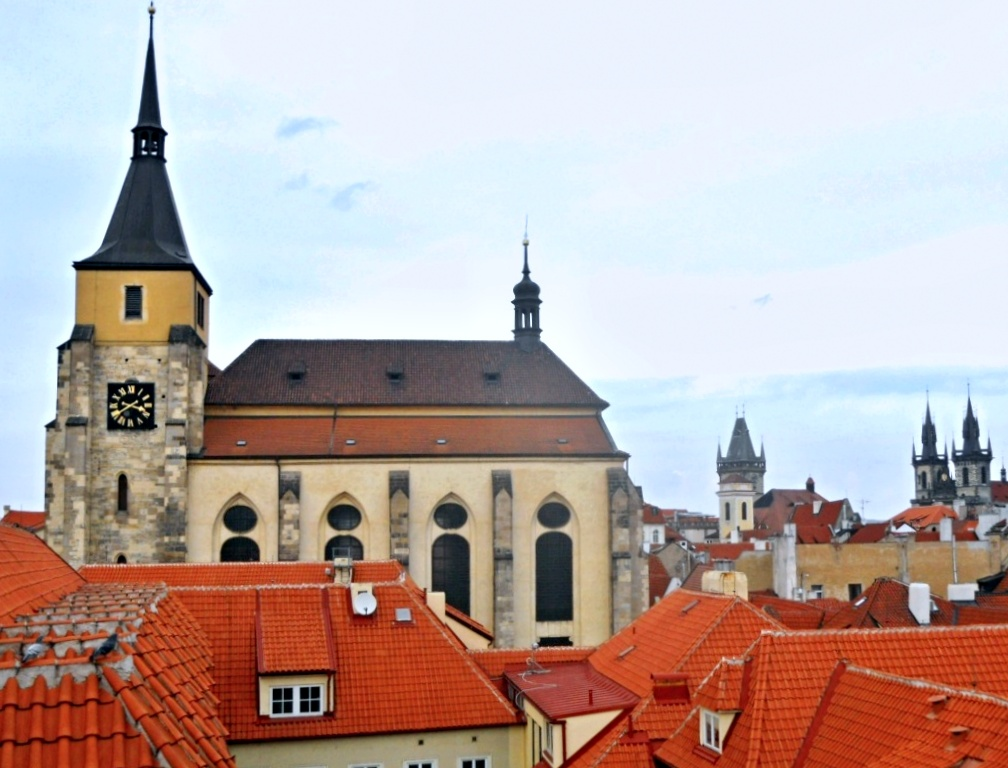
Kostel od jihu
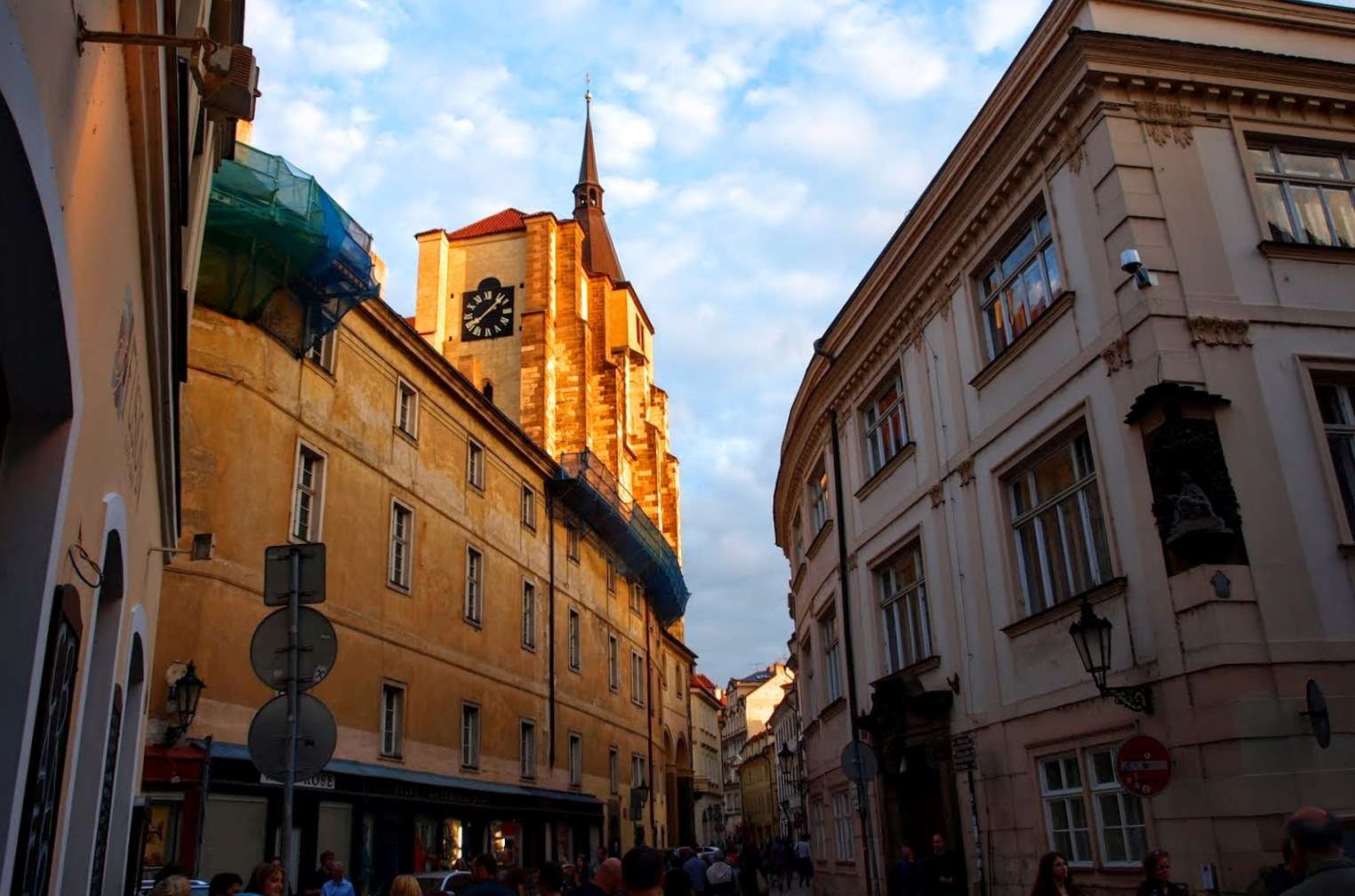
Kostel od severu
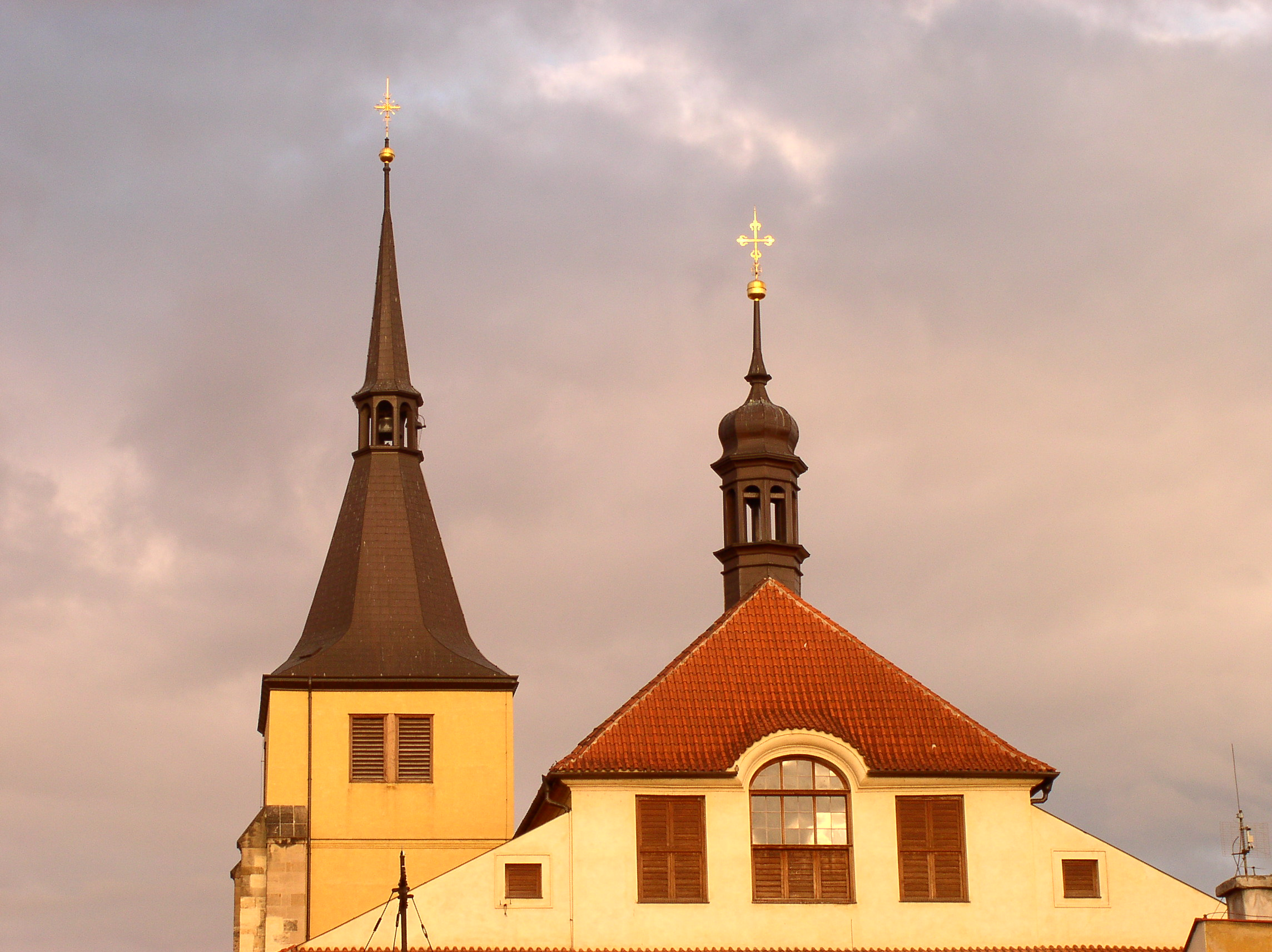
Střechy kostela z Michalské ulice
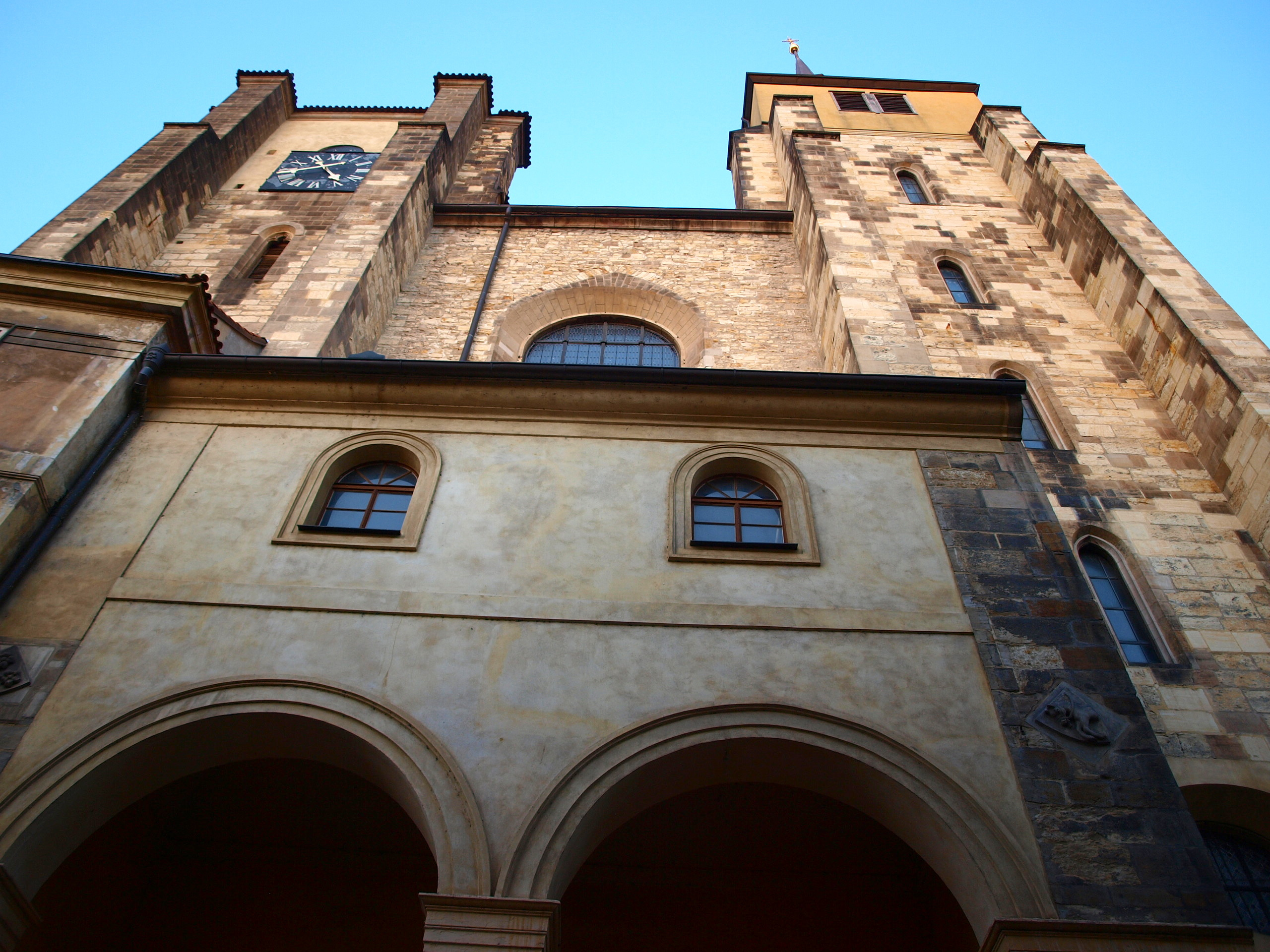
Průčelí kostela
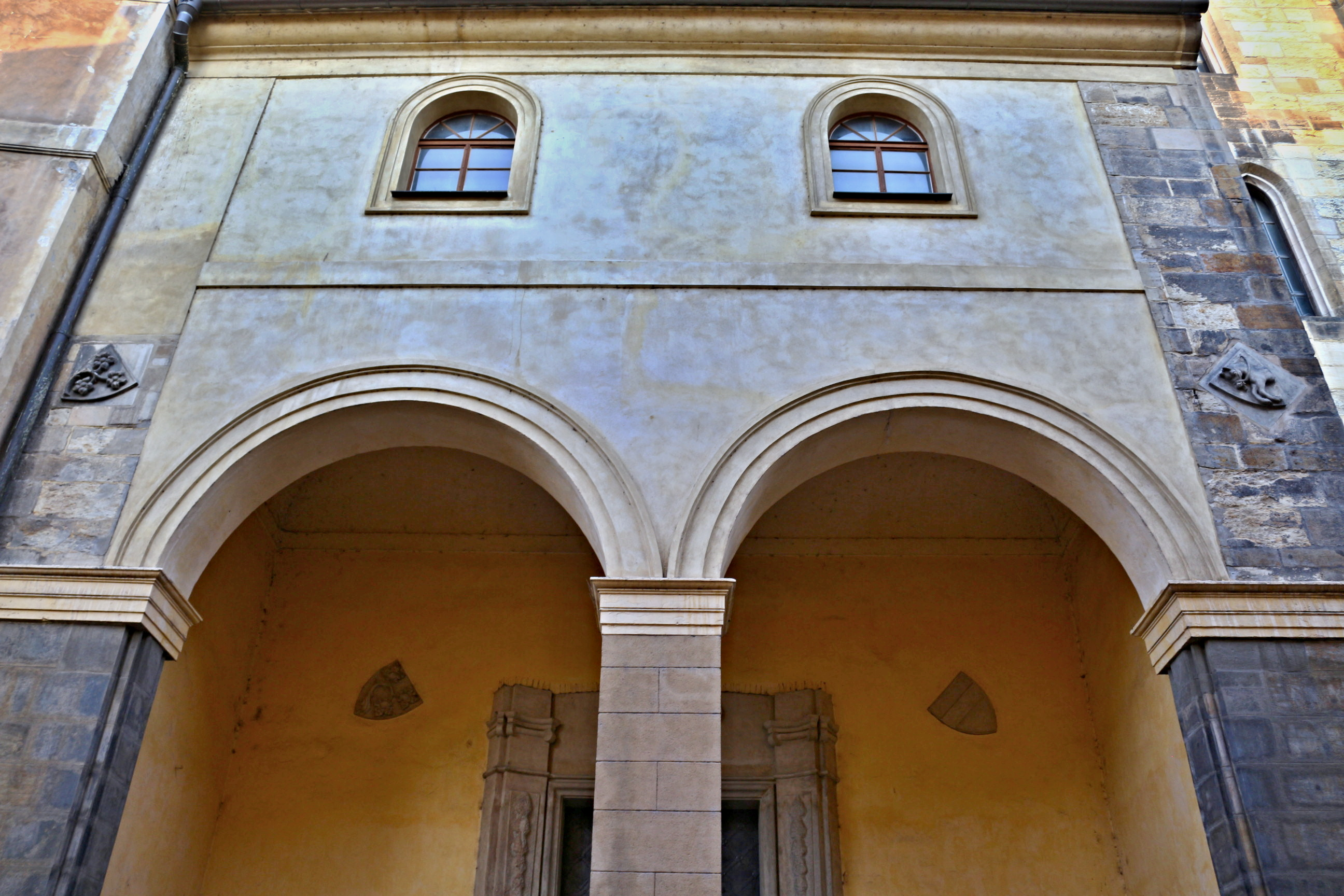
Portál kostela s erby dvou biskupů
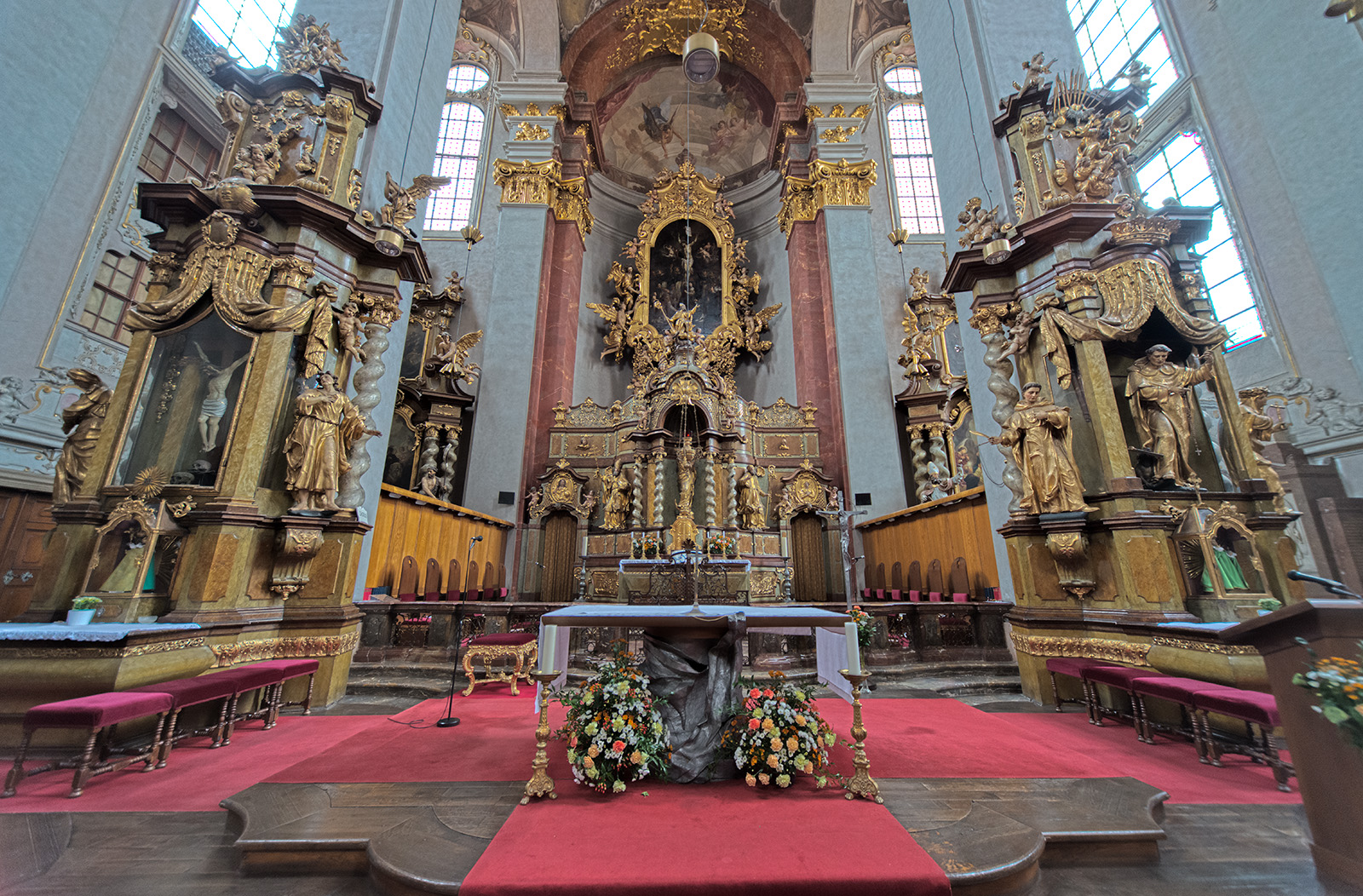
Hlavní oltář kostela
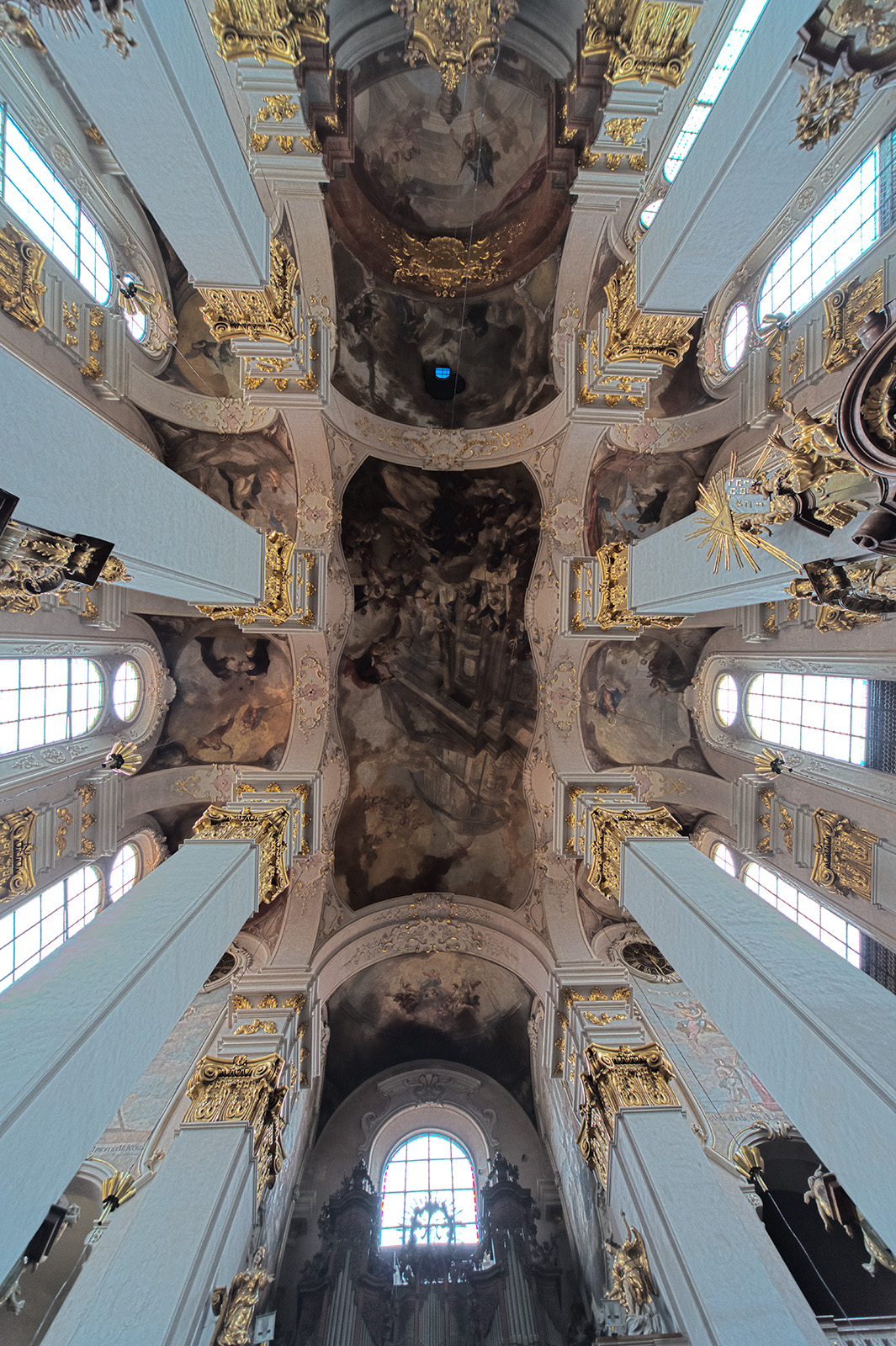
Klenba kostela
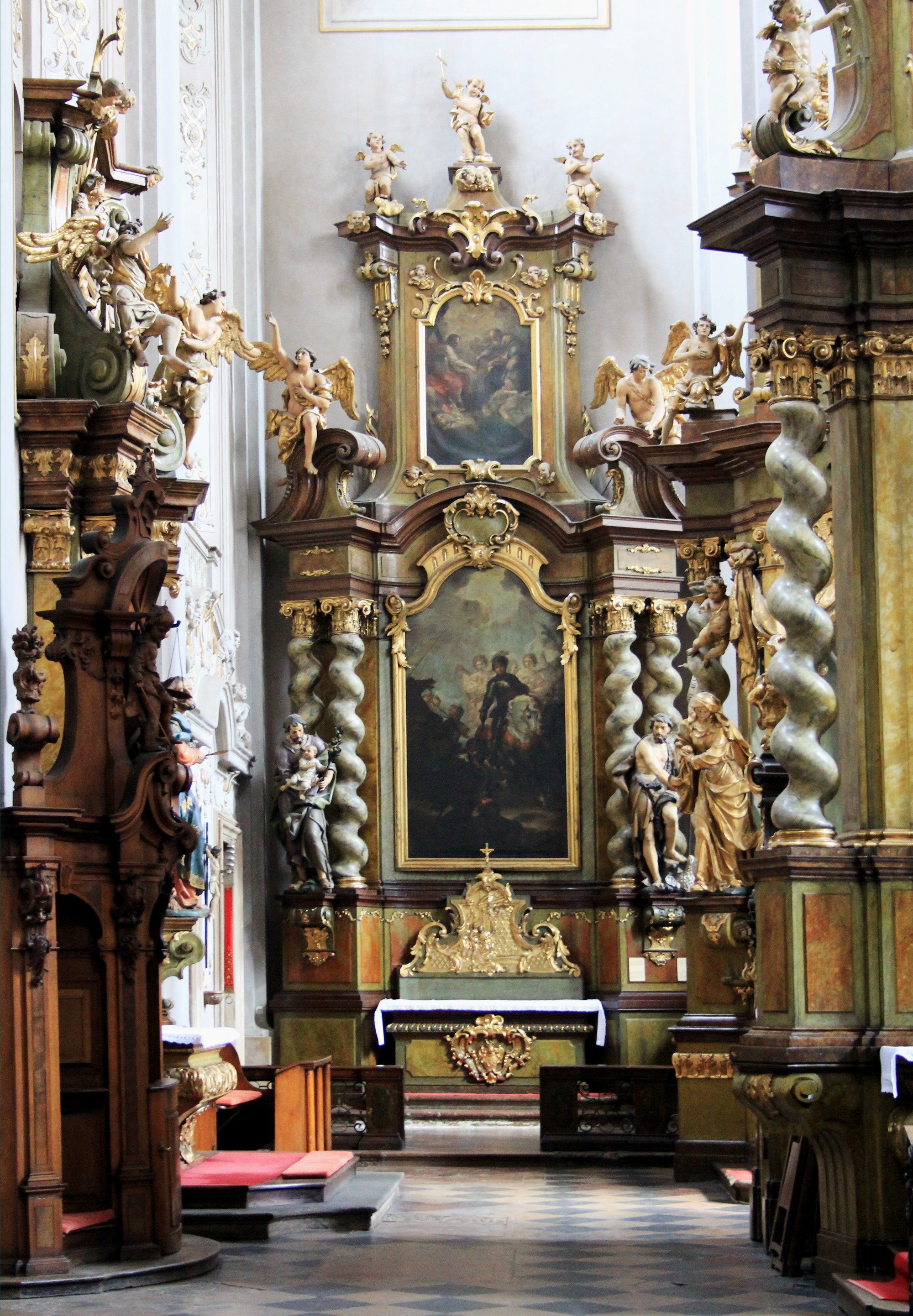
Postranní oltář
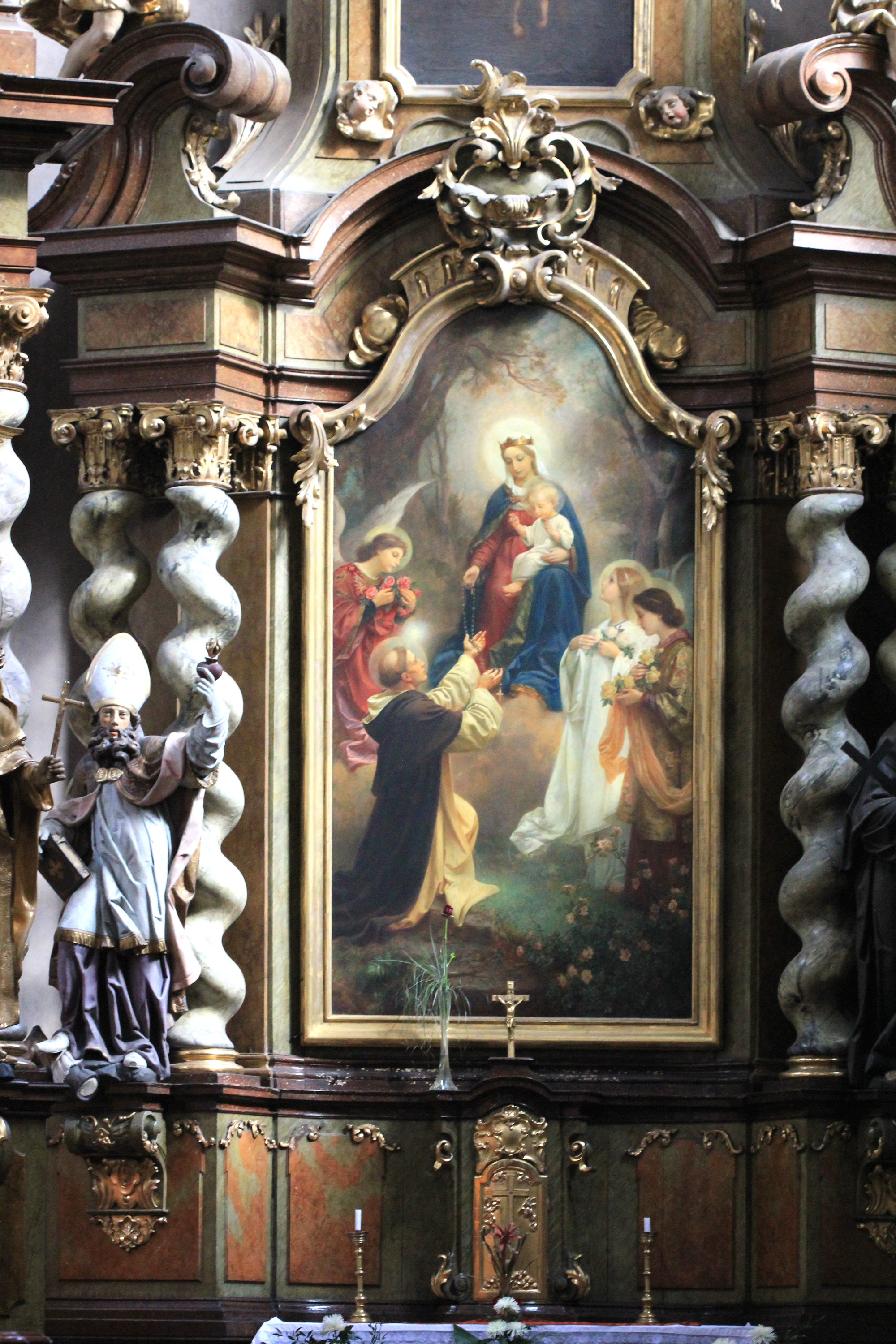
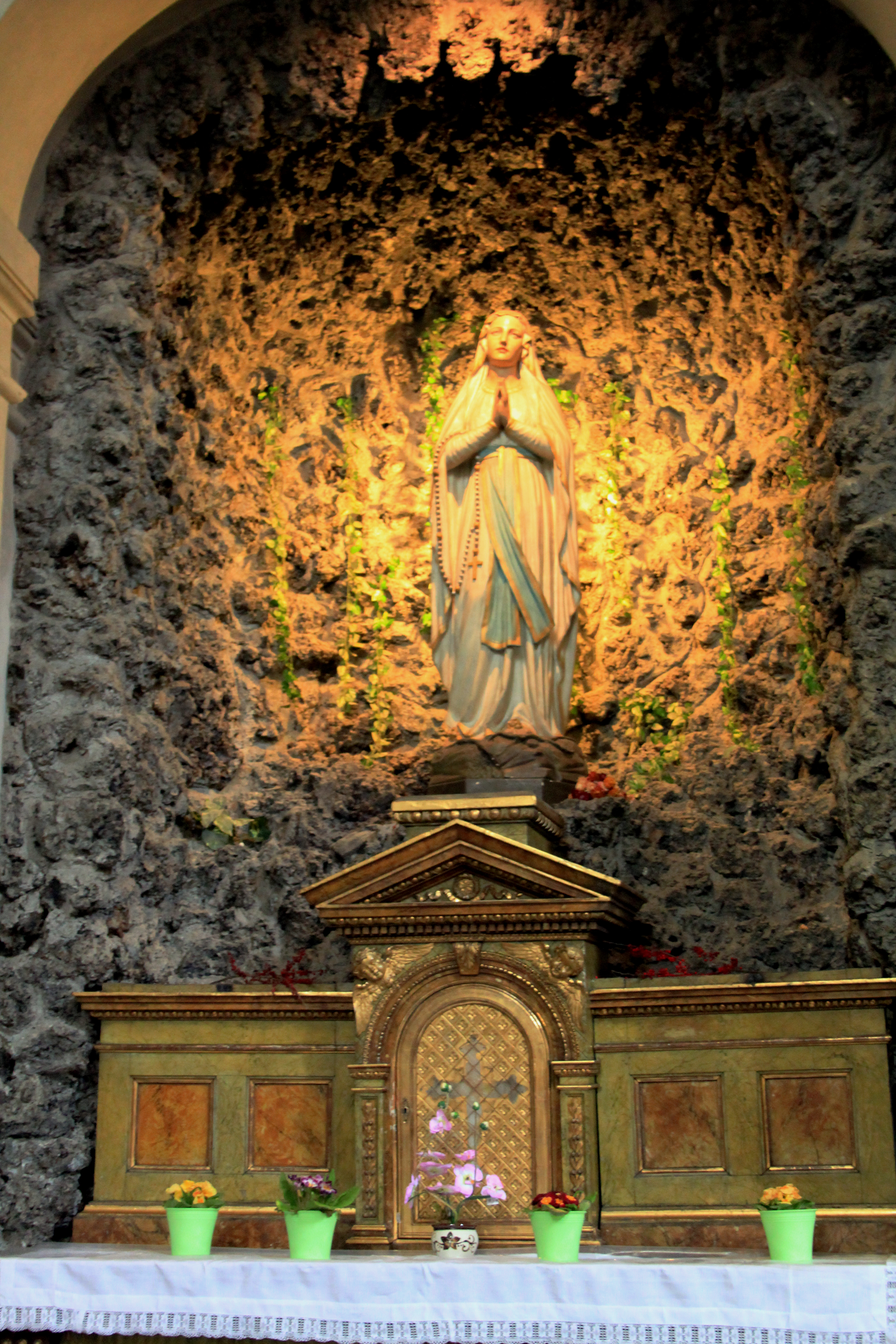
Grotta
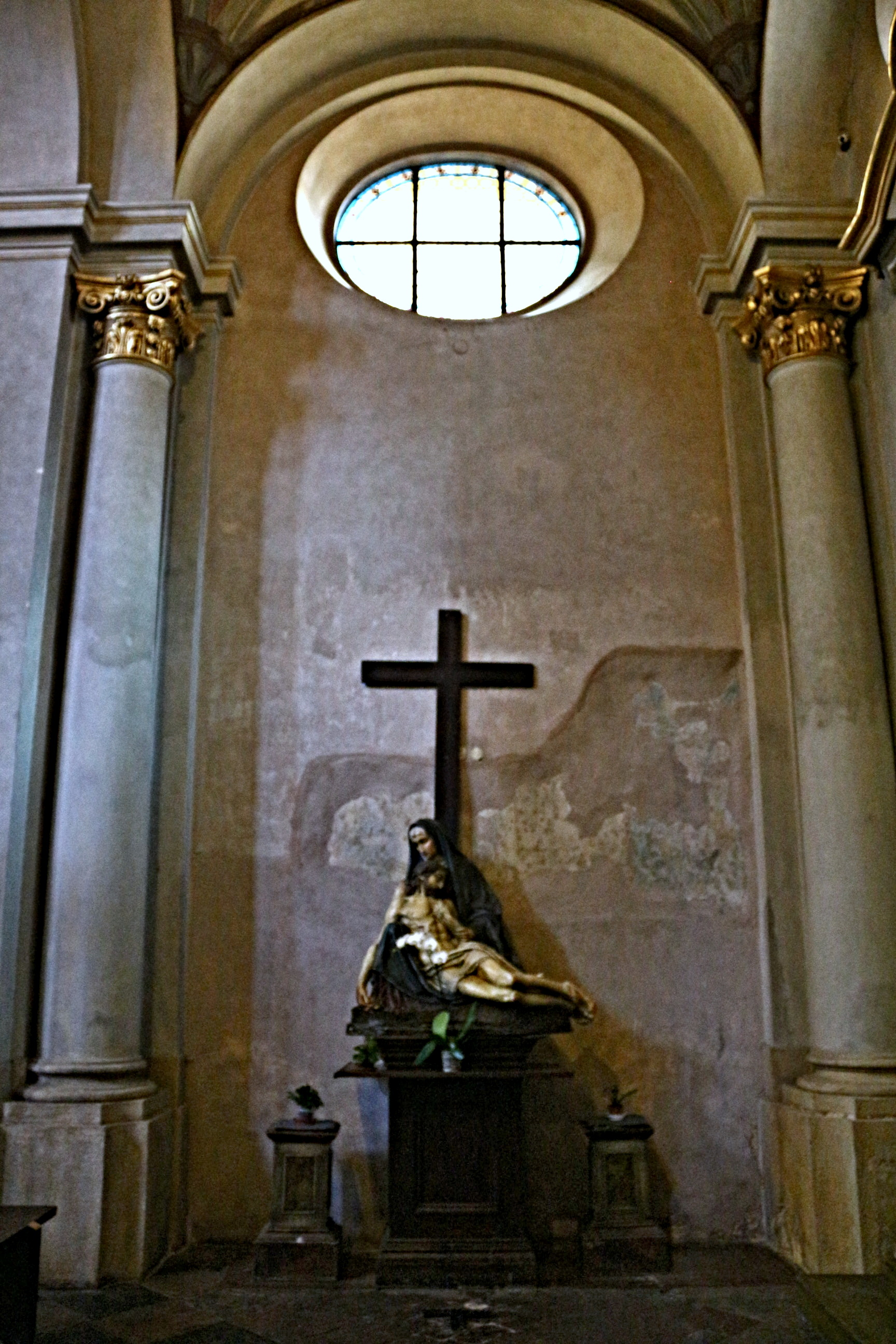
Pieta
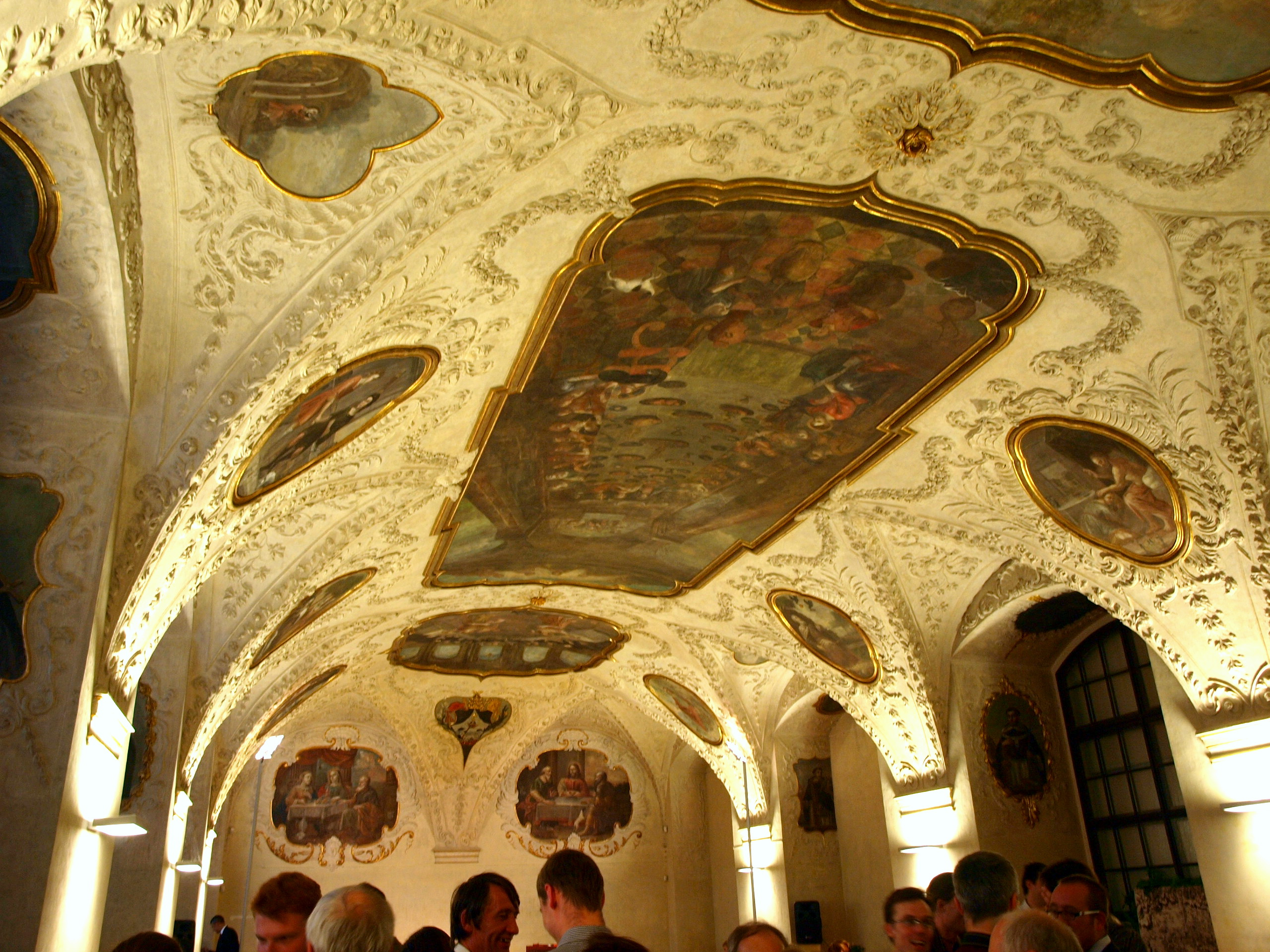
Refektář dominikánského kláštera u kostela sv. Jiljí